# 28. srpen
28. srpen je 240. den roku podle gregoriánského kalendáře (241. v přestupném roce). Do konce roku zbývá 125 dní. 

## Události

### Česko
- 1383 – Král Václav IV. daroval Rotlevův dům Karlově Universitě – dnešní Karolinum.
- 1791 – Wolfgang Amadeus Mozart přijel na svou třetí a poslední návštěvu Prahy, aby zde uvedl svou starší operu La Clemenza di Tito.
- 1867 – Do Prahy byly z Vídně trvale navráceny české korunovační klenoty.
- 1920 – První oficiální fotbalové utkání československé reprezentace
- 1948 – Začala Orelská pouť na Svatém Hostýně, jedna z největších československých protikomunistických demonstrací za celou existenci komunistického režimu.
- 1949 – U obce Lipová-lázně na Jesenicku byla objevena krasová Jeskyně Na Pomezí.
- 1956 – Byla vyhlášena CHKO Moravský kras.

### Svět

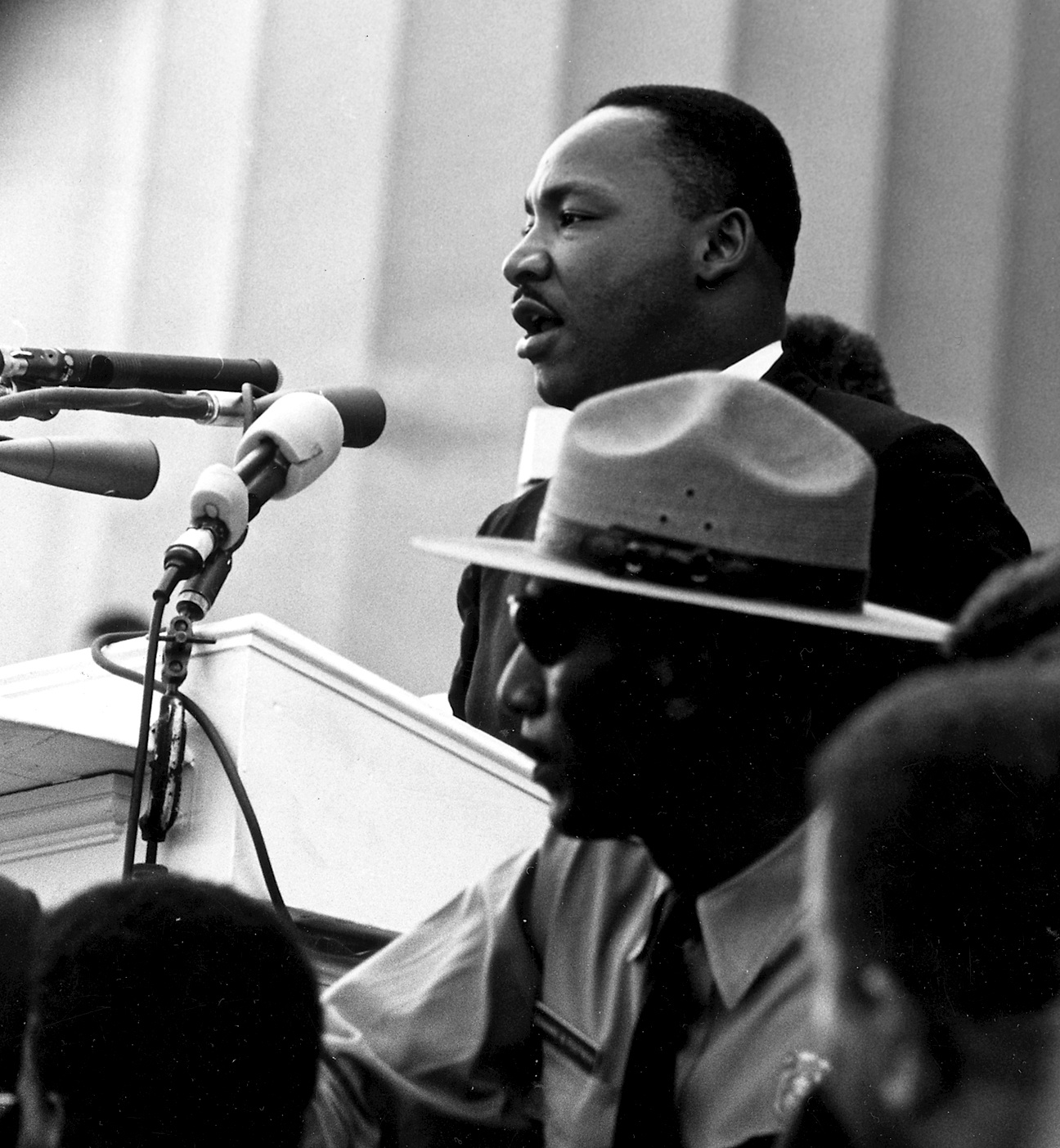
Martin Luther King během projevu I Have a Dream

- 1248 – Francouzský král Ludvík IX. vyplul z Aigues-Mortes na křížovou výpravu do Egypta.
- 1619 – Český a uherský král Ferdinand II. byl zvolen římskoněmeckým císařem.
- 1910 – Bylo vyhlášeno nezávislé Černohorské království s králem Nikolou I. Petrovićem-Njegošem.
- 1914
  - Rakousko-Uhersko vyhlásilo válku Belgii.
  - V první bitvě u Helgolandské zátoky zvítězila Velká Británie nad Německem a padlo 747 lidí.
- 1916
  - Itálie vyhlásila válku Německu
  - Německo vyhlásilo válku Rumunsku
- 1940 – Ve Velké Británii byla založena 306. stíhací peruť exilového polského letectva.
- 1943 – Simeon II. se po smrti svého otce Borise III. stává v šesti letech bulharským carem.
- 1963 – Martin Luther King přednesl svůj projev „I Have a Dream“ během pochodu na Washington, D.C. za práci a svobodu.
- 1988 – Při letecké přehlídce na americké základně Ramstein v Německu se srazily proudové letouny a jejich trosky zabily 70 diváků a stovky jich těžce zranily.
- 2015 –  Turecké letectvo bombardovalo pozice Islámského státu v Sýrii a Turecko tak poprvé  zaútočilo na islámské radikály v rámci koalice, která proti nim vede operace.
- 2018 – Vědci v CERNu detekovali rozpad Higgsova bosonu na spodní kvarky, což podporuje standardní model fyziky částic.

## Narození
Viz též Kategorie:Narození 28. srpna — automatický abecedně řazený seznam.

### Česko

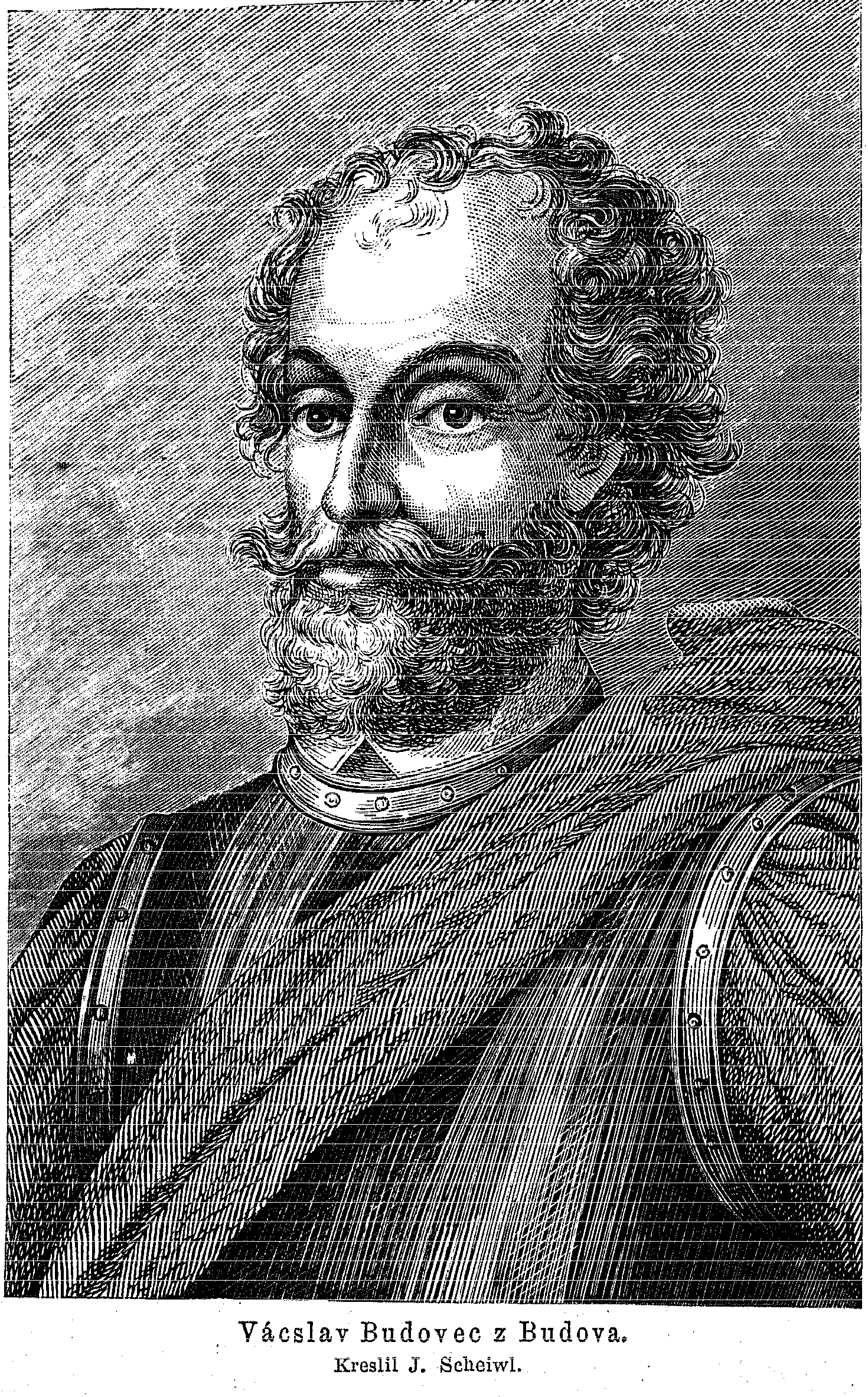
Václav Budovec z Budova (* 1551)

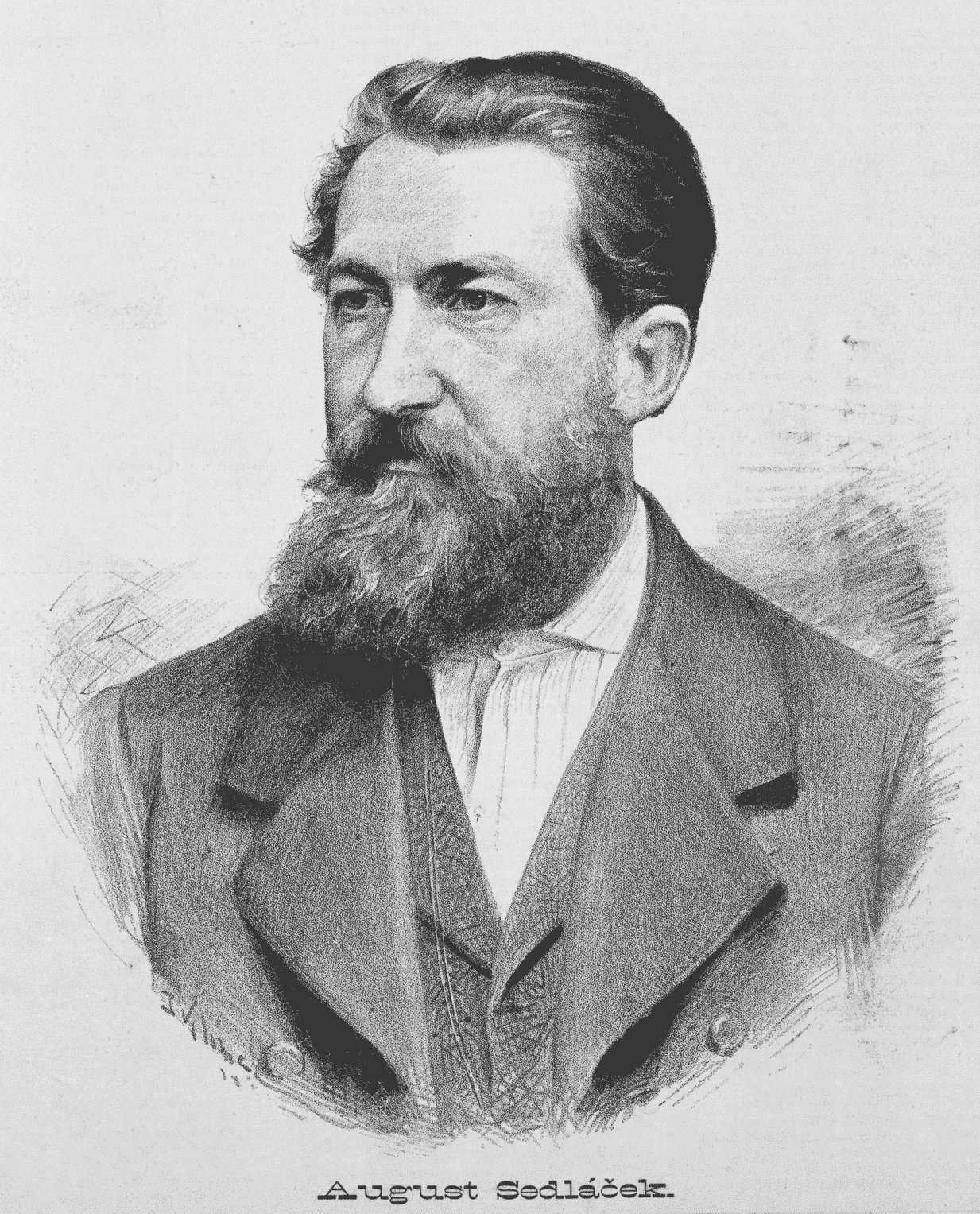
August Sedláček (* 1843)

- 1551 – Václav Budovec z Budova, politik a spisovatel († 21. června 1621)
- 1707 – Antonín Petr Příchovský z Příchovic, arcibiskup pražský († 14. dubna 1793)
- 1831 – Bohumil Eiselt, lékař, zakladatel "Časopisu českých lékařů" († 22. srpna 1908)
- 1843 – August Sedláček, učitel a historik († 15. ledna 1926)
- 1851 – Karel Jaroslav Maška, archeolog († 6. února 1916)
- 1853 – Jan Dobruský, šachový skladatel († 31. května 1907)
- 1855 – Ignaz Hübner, československý politik († 30. března 1929)
- 1862 – Metoděj Jan Zavoral, opat strahovského kláštera, politik († 26. června 1942)
- 1875
  - Jiří Baborovský, fyzikální chemik († 10. října 1946)
  - Jan Tůma, československý politik († ?)
- 1878 – Augustin Vrtaník, československý politik († ?)
- 1882 – Ernst Weiss, lékař, spisovatel a dramatik († 15. června 1940)
- 1895 – Václav Kaplický, spisovatel († 4. října 1982)
- 1903 – Gusta Fučíková, komunistická politička († 25. března 1987)
- 1911 – Miroslav Šmok, čs. ministr hutního průmyslu († 2002)
- 1918 – Václav Bedřich, animátor, scenárista a režisér († 7. března 2009)
- 1921
  - Jiří Kejř, historik specializující se na právní dějiny středověku († 27. dubna 2015)
  - Zdeněk Šejnost, akademický sochař, pedagog, restaurátor plastik a malíř († 24. dubna 2002)
- 1924 – Josef Havlín, československý politik, ministr († 4. dubna 2004)
- 1925 – Dalibor Chatrný, výtvarník († 5. července 2012)
- 1926
  - Arnošt Černík, horolezec a spisovatel († 31. května 1970)
  - Richard Mořic Belcredi, šlechtic a diplomat († 20. prosince 2015)
- 1928
  - Karel Kaplan, historik specializující se na dějiny poválečného Československa († 12. března 2023)
  - Václav Krejčí, architekt
- 1933 – Jaroslav Tejral, archeolog
- 1942 – Jan Vrbka, rektor Vysokého učení technického v Brně
- 1944 – Dagmar Kludská, spisovatelka, kartářka
- 1953 – Lubomír Franc, hejtman Královéhradeckého kraje
- 1956
  - Jiří David, malíř, fotograf a umělec
  - Jaroslav Priščák, ředitel ASC Dukla
- 1959 – Václav Burian, novinář, překladatel, literární kritik a básník († 9. října 2014)
- 1960 – Magdalena Wagnerová, spisovatelka
- 1978 – Jan Krajhanzl, sociální a environmentální psycholog

### Svět

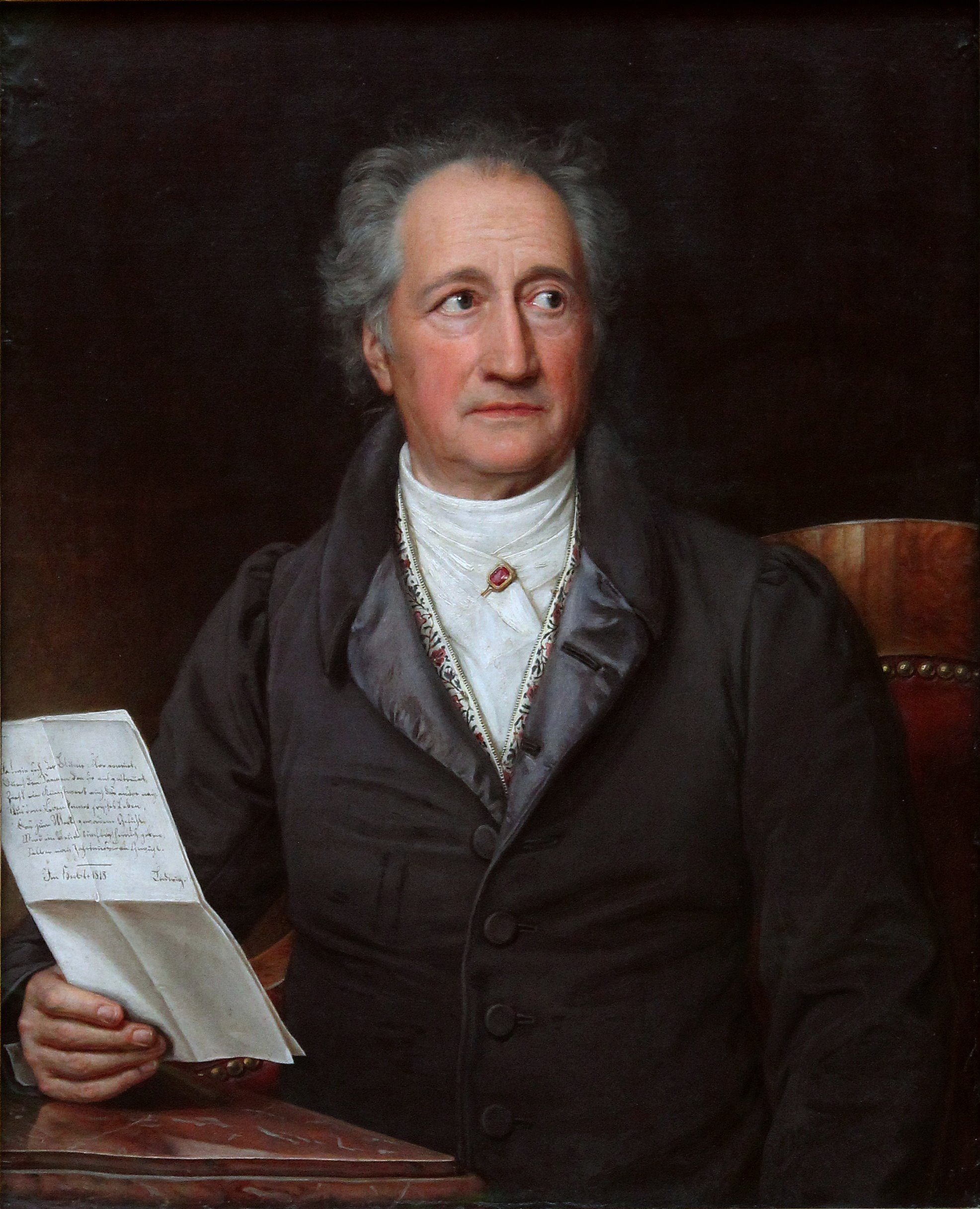
Johann Wolfgang von Goethe (* 1749)

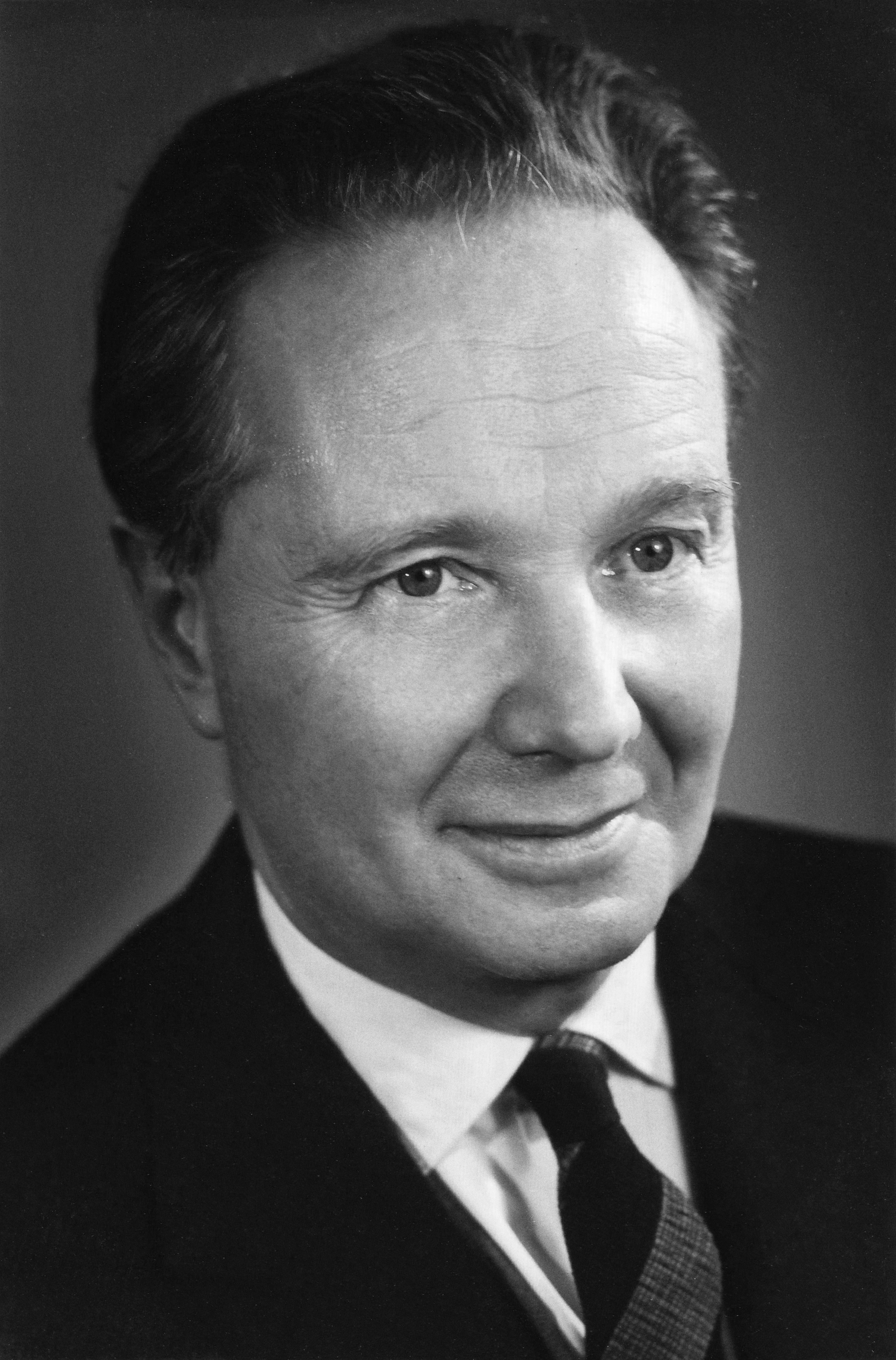
Robert Merle (* 1908)

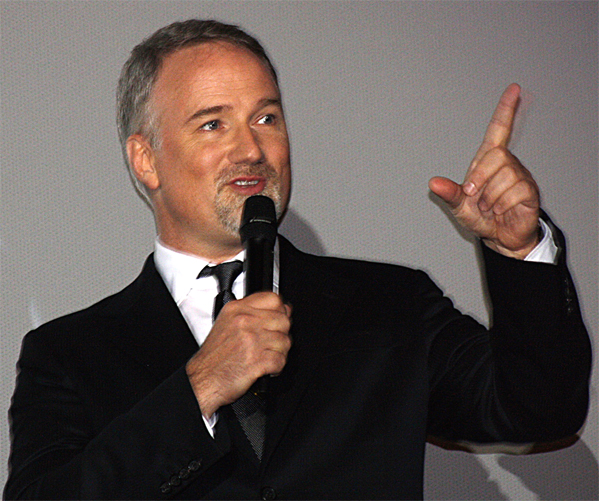
David Fincher (* 1962)

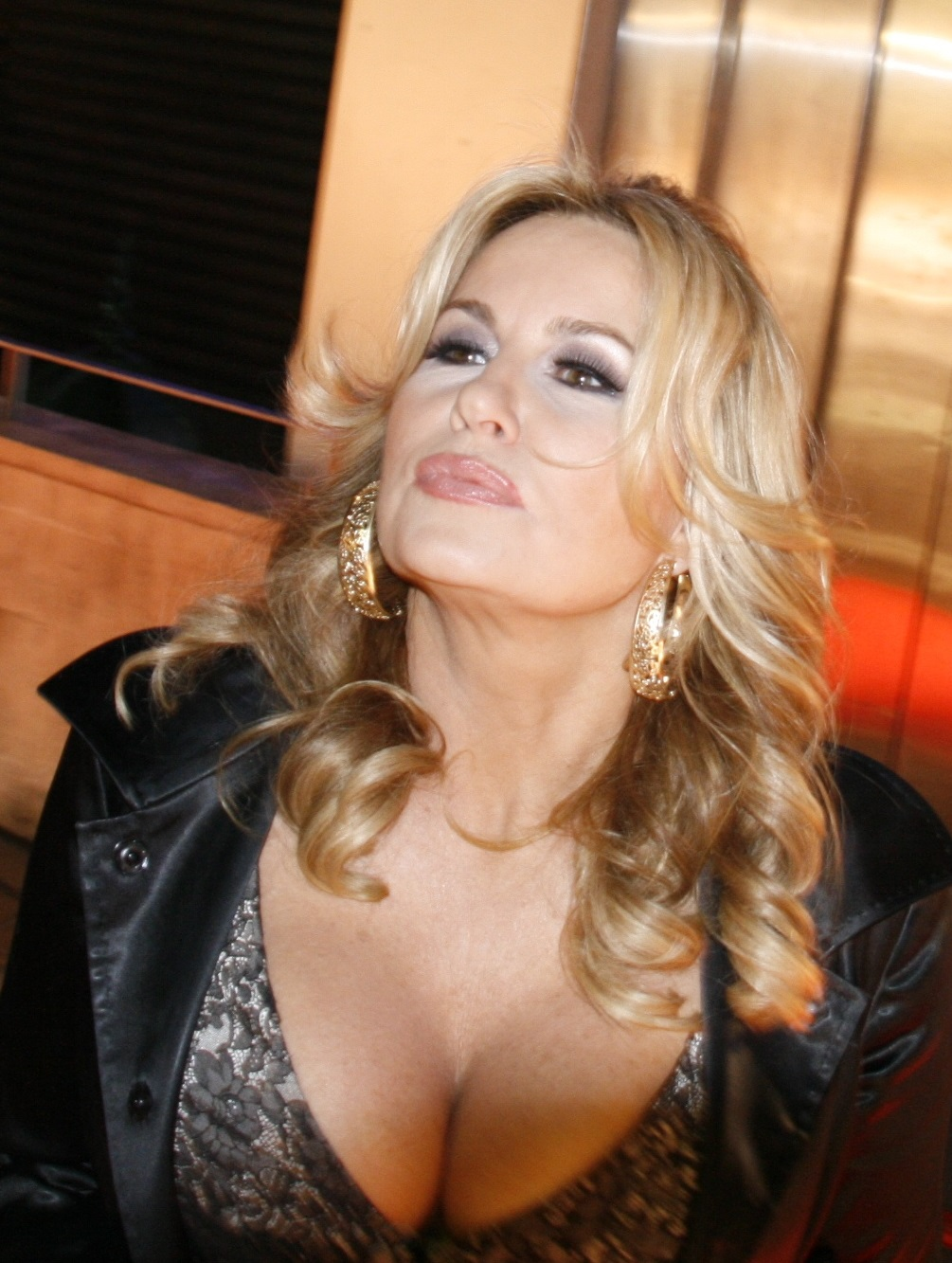
Jennifer Coolidge (*1961)

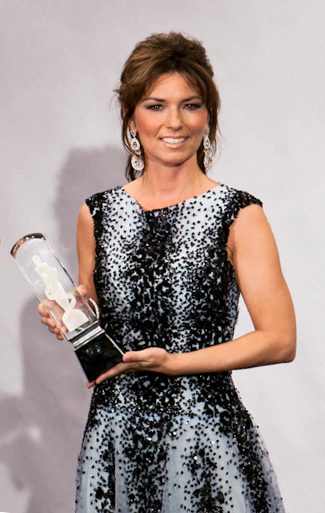
Shania Twain (* 1965)

- 1025 – Go-Reizei, japonský císař († 22. května 1068)
- 1443 – Rodolphus Agricola, holandský filozof, renesanční humanista († 27. října 1485)
- 1473 – Jakub III. Kyperský, král Kypru a titulární král Jeruzalémský († 26. srpna 1474)
- 1582 – Tchaj-čchang, čínský císař († 26. září 1620)
- 1591 – Jan Kristián Břežský, lehnický a břežský kníže († 25. prosince 1639)
- 1592 – George Villiers, 1. vévoda z Buckinghamu, britský šlechtic a oblíbenec krále Karla I. († 23. srpna 1628)
- 1663 – Daniel Krman, slovenský spisovatel, překladatel a vydavatel († září 1740)
- 1667 – Luisa Meklenburská, dánská a norská královna jako manželka Frederika IV. (* 15. března 1721)
- 1676 – Isabel Stuartovna, dcera anglického krále Jakuba II. Stuarta († 2. března 1681)
- 1691 – Alžběta Kristýna Brunšvicko-Wolfenbüttelská, císařovna jako manželka Karla VI. a matka Marie Terezie († 21. prosince 1750)
- 1739 – Agostino Accorimboni, italský hudební skladatel († 13. srpna 1818)
- 1749 – Johann Wolfgang von Goethe, německý spisovatel, přírodovědec a filozof († 22. března 1832)
- 1789 – Stéphanie de Beauharnais, adoptivní dcera Napoleona († 29. ledna 1860)
- 1801 – Augustin Cournot, francouzský filozof a matematik († 31. března 1877)
- 1802 – Franz Serafin Exner, rakouský filozof († 21. června 1853)
- 1814 – Joseph Sheridan Le Fanu, irský prozaik, básník a dramatik píšící anglicky, spoluzakladatel hororu a detektivního žánru († 7. února 1873)
- 1823 – Charles Christopher Parry, americký botanik († 20. února 1890)
- 1831 – Lucy Webb Hayesová, manželka amerického prezidenta Rutherforda B. Hayese († 25. června 1889)
- 1833 – Edward Burne-Jones, anglický malíř († 17. června 1898)
- 1841 – Ernst Friedländer, německý archivář († 1. ledna 1903)
- 1848 – Ivan Nikolajevič Gorožankin, ruský botanik († 20. listopadu 1904)
- 1853
  - Vladimir Šuchov, ruský vědec a architekt († 2. února 1939)
  - František I. z Lichtenštejna, lichtenštejnský kníže († 25. července 1938)
- 1858 – Gustaf Kossinna, německý filolog a archeolog († 20. prosince 1931)
- 1859 – Vittorio Sella, italský fotograf a horolezec († 12. srpna 1943)
- 1863
  - André Blondel, francouzský fyzik († 15. listopadu 1938)
  - Isabela Marie Bavorská, vévodkyně z Janova († 26. února 1924)
- 1867 – Umberto Giordano, italský operní skladatel († 12. listopadu 1948)
- 1884
  - Sergej Josifovič Karcevskij, ruský lingvista († 7. listopadu 1955)
  - Peter Wust, německý filosof († 3. dubna 1940)
- 1894 – Karl Böhm, rakouský dirigent († 14. srpna 1981)
- 1899 – Čang Mjon, jihokorejský premiér († 4. června 1966)
- 1903 – Thure Sjöstedt, švédský zápasník, olympijský vítěz 1928 († 2. května 1956)
- 1904 – Secondo Campini, italský letecký konstruktér († 7. února 1980)
- 1908
  - Maša Haľamová, slovenská básnířka († 17. července 1995)
  - Robert Merle, francouzský spisovatel, literární historik, překladatel a profesor († 28. března 2004)
- 1910
  - Tjalling Koopmans, nizozemský ekonom, Nobelova cena 1975 († 26. února 1985)
  - Ángel Sanz-Briz, španělský diplomat, zachránce Židů († 11. června 1980)
- 1911 – Joseph Luns, nizozemský politik, generální tajemník NATO († 17. července 2002)
- 1913 – Cornelius Johnson, americký olympijský vítěz ve skoku do výšky († 15. února 1946)
- 1915 – Ján Rak, slovenský básník a překladatel († 6. října 1969)
- 1916 – Charles Wright Mills, americký sociolog († 20. března 1962)
- 1917 – Jack Kirby, americký komiksový kreslíř, spisovatel a editor († 6. února 1994)
- 1919 – Godfrey Newbold Hounsfield, britský inženýr, nositel Nobelovy ceny za konstrukci počítačového tomografu († 12. srpna 2004)
- 1925
  - Arkadij Strugackij, ruský spisovatel († 12. října 1991)
  - Donald O'Connor, americký tanečník, zpěvák a herec († 27. září 2003)
- 1927 – Vieroslav Matušík, slovenský hudební skladatel († 15. ledna 1995)
- 1928 – Kenny Drew, americký jazzový pianista († 4. srpna 1993)
- 1930 – Ben Gazzara, americký herec († 3. února 2012)

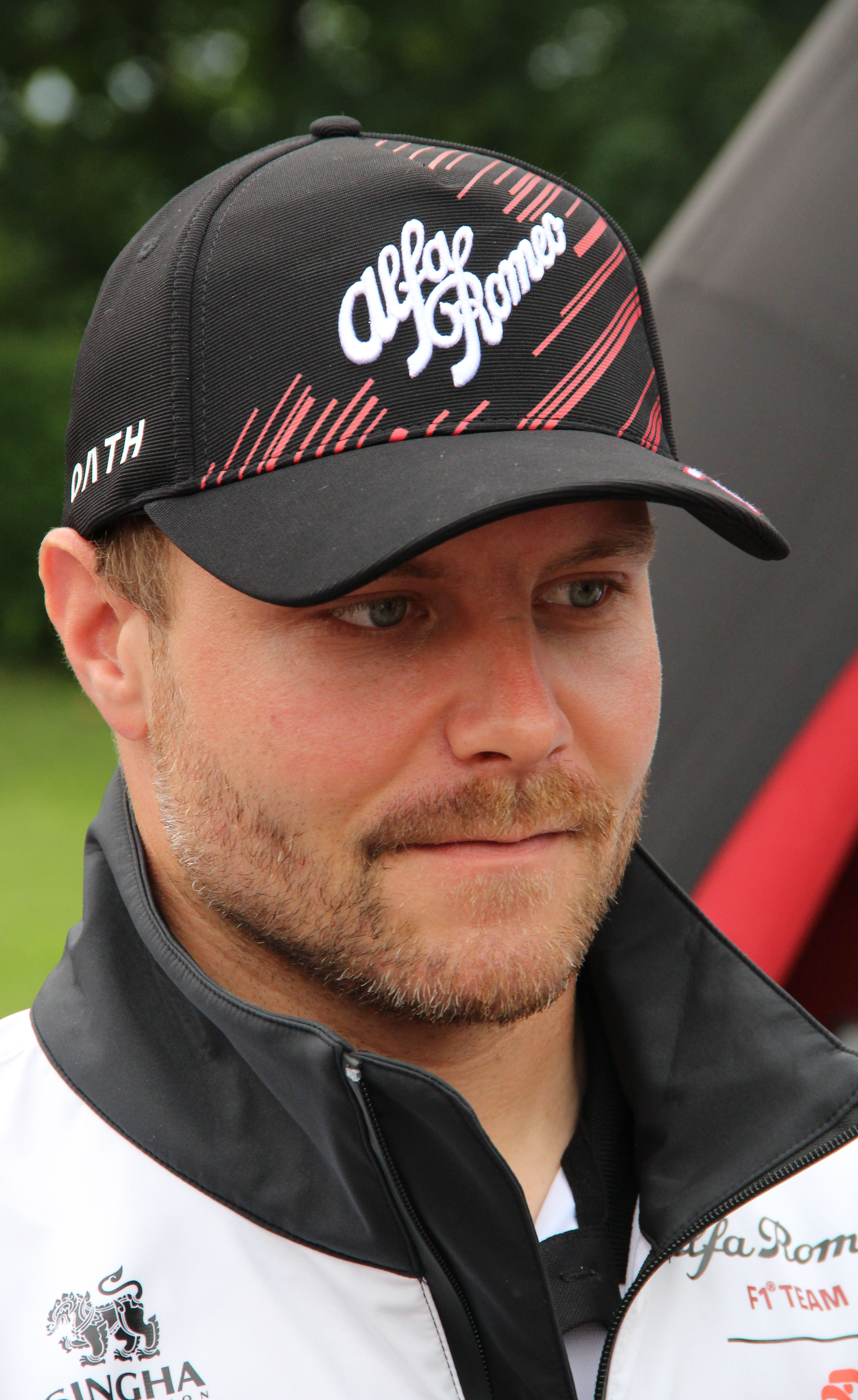
Valtteri Bottas (* 1989)

- Valtteri Bottas (* 1989)1932 – Jakir Aharonov, izraelský fyzik
- 1937 – Joe Osborn, americký baskytarista († 14. prosince 2018)
- 1938 – Paul Martin, kanadský politik
- 1939 – Otto Gerhard Oexle, německý historik († 16. května 2016)
- 1940
  - Uma Aaltonenová, finská spisovatelka, novinářka a europoslankyně († 13. července 2009)
  - William Cohen, americký politik
- 1941
  - Peter Oriešek, slovenský sochař, medailér a malíř († 18. října 2015)
  - John Stanley Marshall, britský bubeník († 16. září 2023)
- 1942
  - Sterling Morrison, americký hudebník (The Velvet Underground) († 30. srpna 1995)
  - José Eduardo dos Santos, angolský prezident
  - Jorge Liberato Urosa Savino, venezuelský kardinál
- 1945
  - Michael Aizenman, izraelsko-americký fyzik a matematik
  - Milan Kňažko, slovenský herec a politik
  - Walter Liedtke, americký historik umění († 3. února 2015)
- 1946 – Anders Gärderud, švédský olympijský vítěz v běhu na 3 000 metrů překážek
- 1947 – Emlyn Hughes, anglický fotbalista a komentátor († 9. listopadu 2004)
- 1948
  - Alexander McCall Smith, zimbabwsko-britský spisovatel
  - Vonda N. McIntyre, americká spisovatelka sci-fi († 1. dubna 2019)
- 1951 – Dave Hlubek, americký kytarista († 3. září 2017)
- 1953 – Peter Kalmus, slovenský výtvarník, fotograf
- 1954
  - Jozef Barmoš, slovenský fotbalista, československý reprezentant
  - Alexandr Skvorcov, ruský lední hokejista a trenér († 4. února 2020)
- 1956
  - Carl Nicholas Reeves, britský archeolog a egyptolog
  - Luis Guzmán, portorický herec
- 1957
  - Aj Wej-wej, čínský výtvarný umělec, architekt a občanský aktivista
  - Ivo Josipović, chorvatský prezident, právník a hudební skladatel
- 1958
  - Sergej Krikaljov, sovětský a ruský kosmonaut
  - Scott Hamilton, americký krasobruslař, olympijský vítěz
- 1960 – Leroy Chiao, americký astronaut
- 1961 – Jennifer Coolidge, americká herečka
- 1962 – David Fincher, americký režisér
- 1964 – Peter Washington, americký kontrabasista
- 1965
  - Shania Twain, kanadská country a popová zpěvačka
  - Satoši Tadžiri, japonský designér videohry Pokémon
  - Amanda Tapping, kanadská herečka
- 1968
  - Ján Svorada, československý, později český cyklista slovenského původu
  - Billy Boyd, skotský herec
- 1969
  - Pierre Turgeon, kanadský hokejista
  - Jack Black, americký herec a rocker
- 1976 – Tyree Washinghton, americký atlet, sprinter
- 1982 – Thiago Motta, brazilsko-italský fotbal
- 1983 – Lilli Schwarzkopfová, německá sedmibojařka
- 1984 – Anastasia Kuzminová, slovenská biatlonistka
- 1985
  - Treat Conrad Huey, filipínský tenista
  - Kjetil Jansrud, norský alpský lyžař
- 1986 – Armie Hammer, americký herec
- 1989
  - César Azpilicueta, španělský fotbalista
  - Valtteri Bottas, finský pilot Formule 1
- 1990 – Bojan Krkić, španělský fotbalista
- 1991 – Marek Hrivík, slovenský hokejista
- 1992 – Hanna Husková, běloruská akrobatická lyžařka
- 1994 – Ons Džabúrová, tuniská tenistka
- 2001 – Kamilla Rachimovová, ruská tenistka

## Úmrtí
Viz též Kategorie:Úmrtí 28. srpna — automatický abecedně řazený seznam.

### Česko

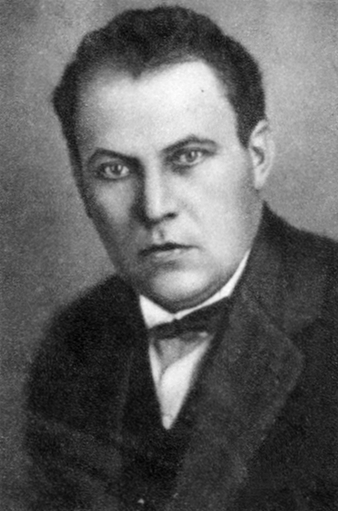
Vlastislav Hofman († 1964)

- 1820 – Antonín Kraft, violoncellista a hudební skladatel (* 30. prosince 1749)
- 1880 – Jan Kratochvíle, právník, novinář a politik (* 9. května 1828)
- 1892 – Josef Förster, kantor, varhaník a hudební skladatel (* 31. prosince 1804)
- 1876 – Josef Wenzig, pedagog, spisovatel a libretista (* 1807)
- 1903 – August Labitzky, houslista, dirigent a hudební skladatel (* 22. října 1832)
- 1926 – Jan Semerád, lékař (* 24. července 1866)
- 1945
  - František Houska, kynolog a spisovatel (* 23. srpna 1873)
  - František Minařík, katolický kněz (* 15. července 1864)
- 1949 – Karel Hrdina, klasický filolog a překladatel (* 13. ledna 1882)
- 1957 – Rudolf Vanýsek, lékař (* 5. února 1876)
- 1959 – Bohuslav Martinů, hudební skladatel (* 8. prosince 1890)
- 1964 – Vlastislav Hofman, architekt, urbanista, teoretik architektury, malíř, grafik, designér a scénograf (* 6. února 1884)
- 1972 – Bohuslav Kratochvíl, politik a diplomat (* 21. října 1901)
- 1981 – Jiří Neustupný, archeolog, muzejník a vysokoškolský pedagog (* 22. září 1905)
- 1993 – Antonín Jedlička, herec a humorista (* 18. února 1923)
- 1998 – Ladislav Kubeš starší, pozounista, kapelník a hudební skladatel (* 23. února 1924)
- 2001 – Olga Zezulová, režisérka a spisovatelka (* 17. září 1922)
- 2006 – Jan Lukas, fotograf (* 10. srpna 1915)
- 2009 – Otto Janka, skaut, spisovatel, scenárista a publicista (* 4. února 1930)
- 2013 – Sonja Sázavská, herečka a režisérka (* 5. září 1926)
- 2017 – Jiří Datel Novotný, herec, publicista, scenárista a režisér (* 8. dubna 1944)
- 2023 – Jiří Holenda, matematik a vysokoškolský pedagog (* 7. června 1933)

### Svět

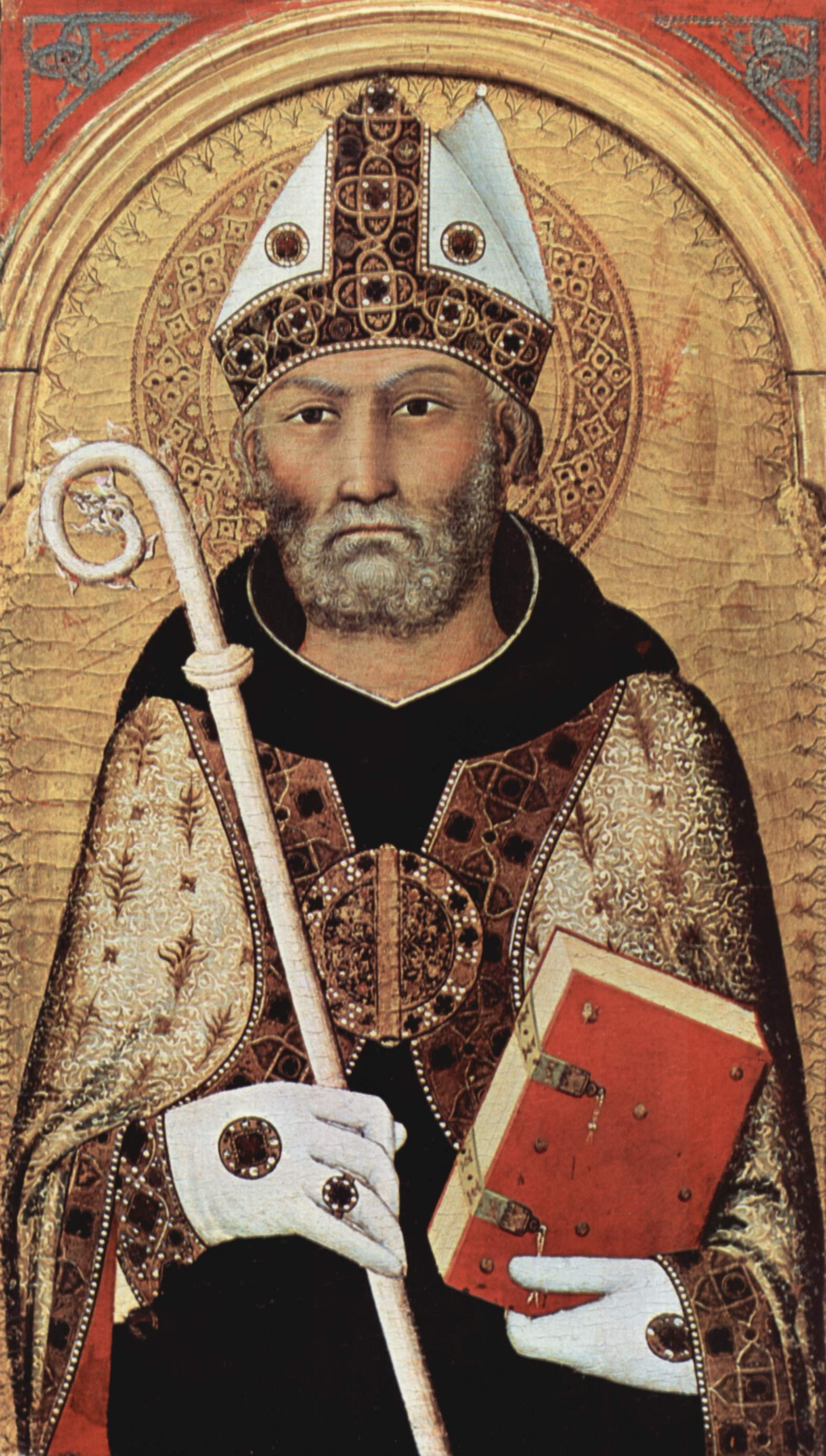
Svatý Augustin († 430)

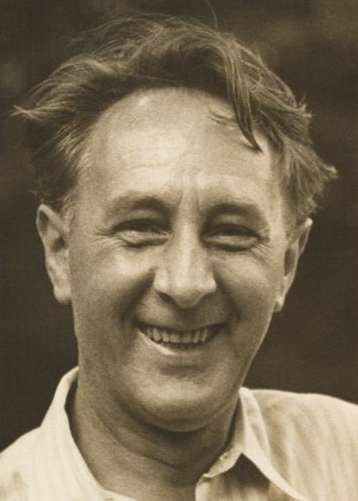
Bohuslav Martinů († 1959)

- 0430 – svatý Augustin, křesťanský teolog, filosof a mystik (* 354)
- 0876 – Ludvík II. Němec, první východofranský král (* kolem 805)
- 0995 – Jindřich II. Bavorský, bavorský a korutanský vévoda, oponent vlády otonských císařů (* 951)
- 1231 – Eleonora Portugalská, dánská královna (* 1211)
- 1481 – Alfons V. Portugalský, portugalský král (* 1432)
- 1541 – Císařovna Čang, čínská císařovna (* 1471)
- 1561 – Jacqueline de Longwy, vévodkyně z Montpensier (* asi 1520)
- 1573 – Nagamasa Azai, vůdce klanu Azai (* 1545)
- 1612 – John Smyth, anglický baptistický kazatel a zastánce principu náboženské svobody. (* 1566/1570)
- 1626 – Isabela Savojská, savojská princezna (* 11. března 1591)
- 1629 – Basilio Ponce de León, španělský teolog a spisovatel (* 1570)
- 1638 – Baltasar Marradas, španělský šlechtic a císařský polní maršál, guvernér Prahy a českých zemí, mecenáš českého barokního umění (* 1560)
- 1645 – Hugo Grotius, holandský právník, filozof, křesťanský apologeta, dramatik a básník (* 1583)
- 1654 – Axel Oxenstierna, švédský hrabě a státník (* 1583)
- 1680 – Karel I. Ludvík Falcký, falcký kurfiřt (* 1617)
- 1731 – Charles Boyle, 4. hrabě z Orrery, britský generál a šlechtic (* 28. července 1674)
- 1757 – David Hartley, anglický filozof a přírodovědec (* 8. srpna 1705)
- 1767 – Johann Schobert, německý cembalista a hudební skladatel (* ?)
- 1793 – Adam-Philippe de Custine, francouzský šlechtic a generál (* 1740)
- 1797 – Joseph Wright of Derby, anglický malíř (* 1734)
- 1819 – Charles Lennox, 4. vévoda z Richmondu, britský generál, státník a šlechtic (* 9. prosince 1764)
- 1839 – François Régis de La Bourdonnaye, francouzský politik (* 19. března 1767)
- 1854 – Joachina de Vedruna, katolická řeholnice a světice (* 16. dubna 1783)
- 1863 – Eilhard Mitscherlich, německý chemik a mineralog (* 1794)
- 1883 – Oto Petzval, uherský matematik (* 6. ledna 1809)
- 1900 – Henry Sidgwick, anglický filozof a ekonom (* 31. května 1838)
- 1914 – Anatolij Konstantinovič Ljadov, ruský dirigent, hudební skladatel a pedagog (* 11. května 1855)
- 1916 – Johan Oskar Backlund, švédský astronom (* 1846)
- 1919 – Adolf Schmal, rakouský šermíř a závodní cyklista, olympijský vítěz na první novodobé olympiádě v roce 1896 (* 1872)
- 1922 – Gaston Orleánský, hrabě z Eu, francouzský a brazilský princ z dynastie Bourbon-Orléans (* 28. dubna 1842)
- 1934 – Doris Ulmannová, americká fotografka (* 29. května 1882)
- 1936 – Helena Meklenbursko-Střelická, sasko-altenburská princezna (* 16. ledna 1857)
- 1937 – Tapa Čermojev, první a poslední ministerský předseda Horské republiky v severním Kavkazu (* 19. října 1882)
- 1938 – Valerian Pavlovič Pravduchin, ruský spisovatel (* 2. února 1892)
- 1939 – Eugène-Henri Gravelotte, francouzský šermíř, první moderní olympijský vítěz ve fleretu (* 1876)
- 1943 – Boris III., bulharský car (* 30. ledna 1894)
- 1944
  - Alfons Maria Mazurek, polský katolický kněz, mučedník, blahoslavený (* 1. března 1891)
  - Mordechaj Chaim Rumkowski, hlava židovské rady v Lodžském ghettu (* 27. února 1877)
- 1946
  - Danuta Siedzikówna, polská zdravotní sestra, popravená komunisty (* 3. září 1928)
  - Otomar Kubala, slovenský nacionalista, zástupce velitele Hlinkovy gardy (* 26. ledna 1906)
- 1948 – Pavel Semjonovič Rybalko, sovětský vojevůdce, velitel tankové armády (* 4. listopadu 1894)
- 1954 – Ernst Stern, rumunsko-německý scénograf (* 1. dubna 1876)
- 1959 – Raphael Lemkin, polský právník (* 24. června 1900)
- 1963 – Julius Edgar Lilienfeld, rakouský fyzik (* 18. dubna 1882)
- 1965 – Jozef Styk, slovenský politik (* 19. března 1897)
- 1979 – Konstantin Michajlovič Simonov, ruský spisovatel (* 28. listopadu 1915)
- 1982 – Edmond Privat, švýcarský historik a esperantista (* 17. srpna 1889)
- 1986 – Russell Lee, americký novinářský fotograf (* 21. července 1903)
- 1987 – John Huston, americký filmový režisér, scenárista a herec (* 5. srpna 1906)
- 1988 – Paul Grice, britský filozof (* 13. března 1913)
- 1993 – Edward Palmer Thompson, britský historik a spisovatel (* 3. února 1924)
- 1995 – Michael Ende, německý spisovatel fantasy a dětské literatury (* 1929)
- 2000 – Walter Gotschke, německý malíř (* 14. října 1912)
- 2003 – Pavol Gábor, slovenský operní pěvec-tenorista (* 1932)
- 2005
  - Esther Szekeresová, maďarsko-australská matematička (* 20. února 1910)
  - George Szekeres, maďarský a australský matematik (* 29. května 1911)
- 2006
  - Pip Pyle, britský bubeník (* 4. dubna 1950)
  - Melvin Schwartz, americký fyzik, držitel Nobelovy ceny za fyziku (* 2. listopadu 1932)
- 2007
  - Antonio Puerta, španělský fotbalový reprezentant (* 1984)
  - Paul B. MacCready, americký letecký inženýr (* 25. září 1925)
  - Francisco Umbral, španělský sloupkař a spisovatel (* 11. května 1932)
- 2010 – William B. Lenoir, americký astronaut (* 14. března 1939)
- 2012
  - Eva Figes, britská prozaička německého původu (* 15. dubna 1932)
  - Alfred Schmidt, německý filozof (* 19. května 1931)
- 2014 – Glenn Cornick, první baskytarista ve skupině Jethro Tull. (* 23. dubna 1947)
- 2017 – Mireille Darcová, francouzská herečka a režisérka (* 15. května 1938)
- 2020 – Chadwick Boseman, americký herec (* 29. listopadu 1976)

## Svátky

### Česko
- Augustin, August, Augusta, Augustýna

### Svět
- V církevním kalendáři: sv. Augustin z Hippo
- Evropská noc pro netopýry
- Hongkong: Festival hladových duchů
- Jordánsko: Den arabské renezance
- Mauricius: Ganesh Chatturthi
- Anglie: Bank Holiday

Pravoslavné církevní kalendárium (podle starého juliánského kalendáře):
- Zesnutí přesvaté Bohorodice (Успение); veliký svátek (z dvanáctera)

## Pranostiky

### Česko
- Svatý Augustin udělá z tepla stín.
- Kol svatého Augustina odcházejí pryč teplé dny.
- Jak je teplo o Augustinu, tak bude studeno na Kateřinu.
- O svatém Augustinu léto opouští krajinu.

| 28. srpen v pražském KlementinuÚdaje jsou platné k 8. 7. 2025. | 28. srpen v pražském KlementinuÚdaje jsou platné k 8. 7. 2025. | 28. srpen v pražském KlementinuÚdaje jsou platné k 8. 7. 2025. |
| minimum                                                        | denní průměr                                                   | maximum                                                        |
| -------------------------------------------------------------- | -------------------------------------------------------------- | -------------------------------------------------------------- |
| 7,7 °C (1874)                                                  | 17,3 °C (od 1961)                                              | 33,3 °C (1992)                                                 |